# Госс, Портер
Портер Джонстон Госс (англ. Porter Johnston Goss; род. 26 ноября 1938) — американский государственный деятель, последний Директор Центральной разведки США (2004—2005), первый директор ЦРУ (2005—2006).

## Биография
Родился в Уотербери, в 1960 году окончил Йельский университет, получив степень бакалавра гуманитарных наук по специализации «Античная Греция».
Ещё в студенческие годы поступил на службу в ЦРУ, в 1960—1971 годах служил в Оперативном директорате, работал в Латинской Америке, на Карибах, затем в Европе. В 1971 году вышел в отставку по состоянию здоровья.
В 1974 году избран в городской совет города Санибел (Флорида), впоследствии избирался мэром Санибела, в 1989 году избран в Конгресс США от Республиканской партии. В Конгрессе возглавлял Постоянный комитет по разведке, был членом созданного после 11 сентября 2001 года Комитета по национальной безопасности. Голосовал за ввод американских войск в Ирак в 2003 году, за свержение режима Саддама Хуссейна и за увеличение бюджетных ассигнований на контртеррористическую деятельность, а также на выделение в 2003 году дополнительных средств на военные операции в Ираке и Афганистане.
С 24 сентября 2004 по 20 апреля 2005 года — последний Директор Центральной разведки, который одновременно являлся руководителем Центрального разведывательного управления.
В соответствии с Законом о реформировании разведки и предотвращении терроризма 2004 года, с 21 апреля 2005 года пост Директора Центральной разведки был упразднён, а его обязанности разделены между директором Центрального разведывательного управления, который возглавил ЦРУ, и Директором национальной разведки, которому перешли обязанности советника Президента США по вопросам разведки, главы Разведывательного сообщества и советника Совет национальной безопасности США.
21 апреля 2005 года Портер Госс стал первым директором ЦРУ, подчинённым первому директору Национальной разведки Д.Негропонте. Ушёл в отставку 5 мая 2006 года из-за разногласий с Негропонте. По другой версии, был вынужден уйти в отставку по этическим соображениям
Женат, четверо детей.